# Bahnstrecke Eygurande-Merlines–Clermont-Ferrand
| ehem. Wärterhäuschen am Bahnhof St.-Sulpice, Juni 2014 |                                                           |                                                                         |                                                                         |
| Streckennummer (SNCF): | 711 000                                                   |                                                                         |                                                                         |
| Kursbuchstrecke (SNCF): | 130, 131 (1959)                                           |                                                                         |                                                                         |
| Streckenlänge: | 86,5 km                                                   |                                                                         |                                                                         |
| Spurweite: | 1435 mm (Normalspur)                                      |                                                                         |                                                                         |
| Maximale Neigung: | 25 ‰                                                      |                                                                         |                                                                         |
| Zweigleisigkeit: | ehem. ja; heute noch zwischen Volvic und Clermont-Ferrand |                                                                         |                                                                         |
| |                                                           |                                                                         |                                                                         |
| \| \| \| Bahnstrecke Le Palais–Eygurande-Merlines von Limoges \| \| \| \| 514,7 420,7 \| Eygurande-Merlines \| 714 m \| \| \| \| Bahnstrecke Bourges–Miécaze nach Montluçon \| \| \| \| \| Bahnstrecke Bourges–Miécaze nach Miécaze u. Neussargues \| \| \| \| 423,5 \| Tunnel La Vervialle (133 m) \| Tunnel La Vervialle (133 m) \| \| \| \| \| \| \| \| 423,6 \| Viaduc La Vervialle (Chavanon, 135 m) Département Corrèze / Puy-de-Dôme \| Viaduc La Vervialle (Chavanon, 135 m) Département Corrèze / Puy-de-Dôme \| \| \| \| \| \| \| \| 424,6 \| La Cellette \| La Cellette \| \| \| \| Clidane (7×) \| \| \| \| 427,0 \| A 89, Viaduc de la Clidane \| A 89, Viaduc de la Clidane \| \| \| \| Clidane \| \| \| \| 429,7 \| Bourg-Lastic-Messeix \| 698 m \| \| \| \| Clidane \| \| \| \| 430,2 \| Tunnel de La Ceppe (68 m) \| Tunnel de La Ceppe (68 m) \| \| \| \| Clidane (3×) \| \| \| \| 434,8 \| Saint-Sulpice Puy-de-Dôme \| 805 m \| \| \| \| Clidane (8×) \| \| \| \| 442,2 \| Bahnstrecke Laqueuille–Mont-Dore Le Mont-Dore \| Bahnstrecke Laqueuille–Mont-Dore Le Mont-Dore \| \| \| 442,7 \| Laqueuille \| 942 m \| \| \| ~445,1 \| N 89 \| N 89 \| \| \| 450,4 \| Bourgeade \| 827 m \| \| \| \| Miouze (4×) \| \| \| \| ~461,7 \| D 986 ehem. N 686 \| D 986 ehem. N 686 \| \| \| 461,8 \| La Miouze-Rochefort \| 694 m \| \| \| 464,0 \| Sioule (8 m) \| Sioule (8 m) \| \| \| 465,6 \| Les Rosiers-sur-Sioule \| 678 m \| \| \| ~271,1 \| D 941 ehem. N 141b (heute Überführung) \| D 941 ehem. N 141b (heute Überführung) \| \| \| 468,6 \| Pontgibaud \| 672 m \| \| \| 474,9 \| Saint-Ours-les-Roches \| 821 m \| \| \| 478 \| D 943 ehem. N 141 \| D 943 ehem. N 141 \| \| \| 478,3 \| Le Vauriat \| 877 m \| \| \| \| Bahnstrecke Lapeyrouse–Volvic von Lapeyrouse \| \| \| \| 487,0 \| Volvic \| 760 m \| \| \| \| CFL nach Riom \| \| \| \| 491,3 \| Chanat \| 702 m \| \| \| 493,2 \| Tunnel de l’Étang (106 m) \| Tunnel de l’Étang (106 m) \| \| \| 495,4 \| Tunnel du Varou (395 m) \| Tunnel du Varou (395 m) \| \| \| 496,6 \| Tunnel de Tête-Noire (200 m) \| Tunnel de Tête-Noire (200 m) \| \| \| 497,0 \| Tunnel de Puy-Charmont (186 m) \| Tunnel de Puy-Charmont (186 m) \| \| \| 498,3 \| Durtol-Nohanent \| 536 m \| \| \| \| \| \| \| \| 501,5 \| Viaduc de Royat (166 m), Tramway de Clermont-Ferrand (1888–1958) \| Viaduc de Royat (166 m), Tramway de Clermont-Ferrand (1888–1958) \| \| \| \| \| \| \| \| 501,9 \| Royat-Chamalières \| 456 m \| \| \| 505,7 \| Clermont-La Rotonde \| 379 m \| \| \| 506,8 \| Cevennenbahn von Nîmes \| Cevennenbahn von Nîmes \| \| \| 507,2 419,3 \| Clermont-Ferrand \| 358 m \| \| \| \| Bahnstrecke Clermont-Ferrand–Saint-Just-sur-Loire n. St-Étienne \| \| \| \| \| Cevennenbahn nach Riom \| \| |                                                           |                                                                         |                                                                         |
| Strecke |                                                           | Bahnstrecke Le Palais–Eygurande-Merlines von Limoges                    | Bahnstrecke Le Palais–Eygurande-Merlines von Limoges                    |
| ehemaliger Bahnhof | 514,7 420,7                                               | Eygurande-Merlines                                                      | 714 m                                                                   |
| Abzweig geradeaus und nach links |                                                           | Bahnstrecke Bourges–Miécaze nach Montluçon                              | Bahnstrecke Bourges–Miécaze nach Montluçon                              |
| Abzweig geradeaus und ehemals nach rechts |                                                           | Bahnstrecke Bourges–Miécaze nach Miécaze u. Neussargues                 | Bahnstrecke Bourges–Miécaze nach Miécaze u. Neussargues                 |
| Tunnel | 423,5                                                     | Tunnel La Vervialle (133 m)                                             | Tunnel La Vervialle (133 m)                                             |
| |                                                           |                                                                         |                                                                         |
| Grenze auf Brücke über Wasserlauf | 423,6                                                     | Viaduc La Vervialle (Chavanon, 135 m) Département Corrèze / Puy-de-Dôme | Viaduc La Vervialle (Chavanon, 135 m) Département Corrèze / Puy-de-Dôme |
| |                                                           |                                                                         |                                                                         |
| ehemaliger Haltepunkt / Haltestelle | 424,6                                                     | La Cellette                                                             | La Cellette                                                             |
| Brücke über Wasserlauf |                                                           | Clidane (7×)                                                            | Clidane (7×)                                                            |
| Strecke mit Straßenbrücke | 427,0                                                     | A 89, Viaduc de la Clidane                                              | A 89, Viaduc de la Clidane                                              |
| Brücke über Wasserlauf |                                                           | Clidane                                                                 | Clidane                                                                 |
| ehemaliger Bahnhof | 429,7                                                     | Bourg-Lastic-Messeix                                                    | 698 m                                                                   |
| Brücke über Wasserlauf |                                                           | Clidane                                                                 | Clidane                                                                 |
| Tunnel | 430,2                                                     | Tunnel de La Ceppe (68 m)                                               | Tunnel de La Ceppe (68 m)                                               |
| Brücke über Wasserlauf |                                                           | Clidane (3×)                                                            | Clidane (3×)                                                            |
| ehemaliger Haltepunkt / Haltestelle | 434,8                                                     | Saint-Sulpice Puy-de-Dôme                                               | 805 m                                                                   |
| Brücke über Wasserlauf |                                                           | Clidane (8×)                                                            | Clidane (8×)                                                            |
| Abzweig geradeaus und von rechts | 442,2                                                     | Bahnstrecke Laqueuille–Mont-Dore Le Mont-Dore                           | Bahnstrecke Laqueuille–Mont-Dore Le Mont-Dore                           |
| ehemaliger Bahnhof | 442,7                                                     | Laqueuille                                                              | 942 m                                                                   |
| Strecke mit Straßenbrücke | ~445,1                                                    | N 89                                                                    | N 89                                                                    |
| ehemaliger Bahnhof | 450,4                                                     | Bourgeade                                                               | 827 m                                                                   |
| Brücke über Wasserlauf |                                                           | Miouze (4×)                                                             | Miouze (4×)                                                             |
| Brücke | ~461,7                                                    | D 986 ehem. N 686                                                       | D 986 ehem. N 686                                                       |
| ehemaliger Bahnhof | 461,8                                                     | La Miouze-Rochefort                                                     | 694 m                                                                   |
| Brücke über Wasserlauf | 464,0                                                     | Sioule (8 m)                                                            | Sioule (8 m)                                                            |
| ehemaliger Bahnhof | 465,6                                                     | Les Rosiers-sur-Sioule                                                  | 678 m                                                                   |
| ehemaliger Bahnübergang | ~271,1                                                    | D 941 ehem. N 141b (heute Überführung)                                  | D 941 ehem. N 141b (heute Überführung)                                  |
| ehemaliger Bahnhof | 468,6                                                     | Pontgibaud                                                              | 672 m                                                                   |
| ehemaliger Bahnhof | 474,9                                                     | Saint-Ours-les-Roches                                                   | 821 m                                                                   |
| Bahnübergang | 478                                                       | D 943 ehem. N 141                                                       | D 943 ehem. N 141                                                       |
| ehemaliger Haltepunkt / Haltestelle | 478,3                                                     | Le Vauriat                                                              | 877 m                                                                   |
| Abzweig geradeaus und von links |                                                           | Bahnstrecke Lapeyrouse–Volvic von Lapeyrouse                            | Bahnstrecke Lapeyrouse–Volvic von Lapeyrouse                            |
| Bahnhof · U-Bahn-Kopfbahnhof Streckenanfang | 487,0                                                     | Volvic                                                                  | 760 m                                                                   |
| Strecke · U-Bahn-Strecke nach links (außer Betrieb) |                                                           | CFL nach Riom                                                           | CFL nach Riom                                                           |
| ehemaliger Bahnhof | 491,3                                                     | Chanat                                                                  | 702 m                                                                   |
| Tunnel | 493,2                                                     | Tunnel de l’Étang (106 m)                                               | Tunnel de l’Étang (106 m)                                               |
| Tunnel | 495,4                                                     | Tunnel du Varou (395 m)                                                 | Tunnel du Varou (395 m)                                                 |
| Tunnel | 496,6                                                     | Tunnel de Tête-Noire (200 m)                                            | Tunnel de Tête-Noire (200 m)                                            |
| Tunnel | 497,0                                                     | Tunnel de Puy-Charmont (186 m)                                          | Tunnel de Puy-Charmont (186 m)                                          |
| Bahnhof | 498,3                                                     | Durtol-Nohanent                                                         | 536 m                                                                   |
| |                                                           |                                                                         |                                                                         |
| Kreuzung mit U-Bahn geradeaus oben (Querstrecke außer Betrieb) | 501,5                                                     | Viaduc de Royat (166 m), Tramway de Clermont-Ferrand (1888–1958)        | Viaduc de Royat (166 m), Tramway de Clermont-Ferrand (1888–1958)        |
| |                                                           |                                                                         |                                                                         |
| Bahnhof | 501,9                                                     | Royat-Chamalières                                                       | 456 m                                                                   |
| Haltepunkt / Haltestelle | 505,7                                                     | Clermont-La Rotonde                                                     | 379 m                                                                   |
| Abzweig geradeaus und von rechts | 506,8                                                     | Cevennenbahn von Nîmes                                                  | Cevennenbahn von Nîmes                                                  |
| Bahnhof | 507,2 419,3                                               | Clermont-Ferrand                                                        | 358 m                                                                   |
| Abzweig geradeaus und nach rechts |                                                           | Bahnstrecke Clermont-Ferrand–Saint-Just-sur-Loire n. St-Étienne         | Bahnstrecke Clermont-Ferrand–Saint-Just-sur-Loire n. St-Étienne         |
| Strecke |                                                           | Cevennenbahn nach Riom                                                  | Cevennenbahn nach Riom                                                  |

Die Bahnstrecke Eygurande-Merlines–Clermont-Ferrand ist eine 86 km lange, teils doppelgleisige Eisenbahnstrecke in Zentral-Frankreich. Ursprünglich als Ost-West-Magistrale zwischen Grenoble und Bordeaux gedacht, hat sie heute nur noch regionale Bedeutung und wird teils gar nicht mehr bedient. Das topografisch anspruchsvolle Gelände erforderte den Bau zahlreicher Tunnel und Viadukte.

## Geschichte
Die Konzessionäre um Guillaume Narjot de Toucy bilden die Compagnie de Clermont à Tulle (CCT), die zeitgleich 1872 auch die Bahnstrecken Le Palais–Eygurande-Merlines, Bourges–Miécaze und Tulle–Meymac beantragte. Zuvor waren im Oktober 1867 Sondierungsgespräche mit Jean-Louis Forcade de la Roquette, Minister für Öffentlichen Verkehr, und Ende Januar 1868 mit den Stadtoberen der Städte Clermont-Ferrand und Tulle geführt worden.
Wie viele andere Eisenbahngesellschaften war auch für die CCT die finanzielle Decke zu dünn; die Gesellschaft konnte den Streckenbau nicht beenden. Dies übernahm 1877 die staatliche Eisenbahnverwaltung und die Strecke konnte zum 6. Juni 1881 für den öffentlichen Verkehr freigegeben werden. Nach gesetzlicher Maßgabe war nicht vorgesehen, dass der französische Staat Eisenbahnstrecken unterhielt. Sie wurde deshalb zum 28. Juni 1883 an die Compagnie du chemin de fer de Paris à Orléans verkauft, die ringsum bereits einige andere Strecken bewirtschaftete.
Die letzten Gleisinstandsetzungsarbeiten fanden im Sommer 2012 statt. Durch einen Unfall, der sich am 11. September ereignete, mussten die Arbeiten vorübergehend eingestellt werden. Die Wiedereröffnung verzögerte sich deshalb um einige Monate. Am 6. Juli 2014 wurde der Abschnitt Eygurande-Merlines–Ussel von der SNCF dauerhaft geschlossen. Somit ist auch die Verbindung von Bordeaux nach Clermont-Ferrand und Lyon über diese Streckenführung nicht mehr möglich. Auch der Vorortverkehr mit Clermont-Ferrand wurde in den Jahren 2012/13 verringert.